# Prins Gustafs monument

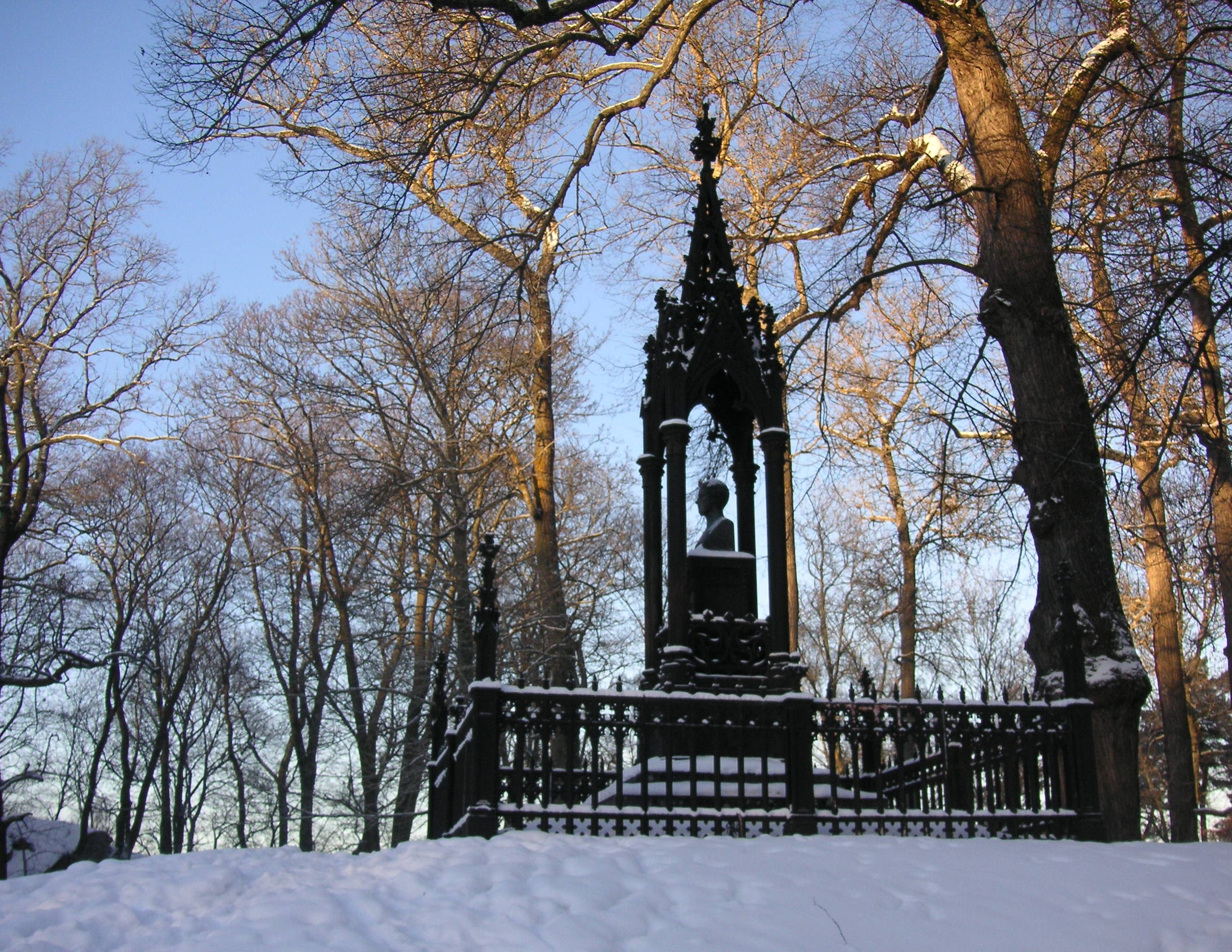
Prins Gustafs monument i januari 2010

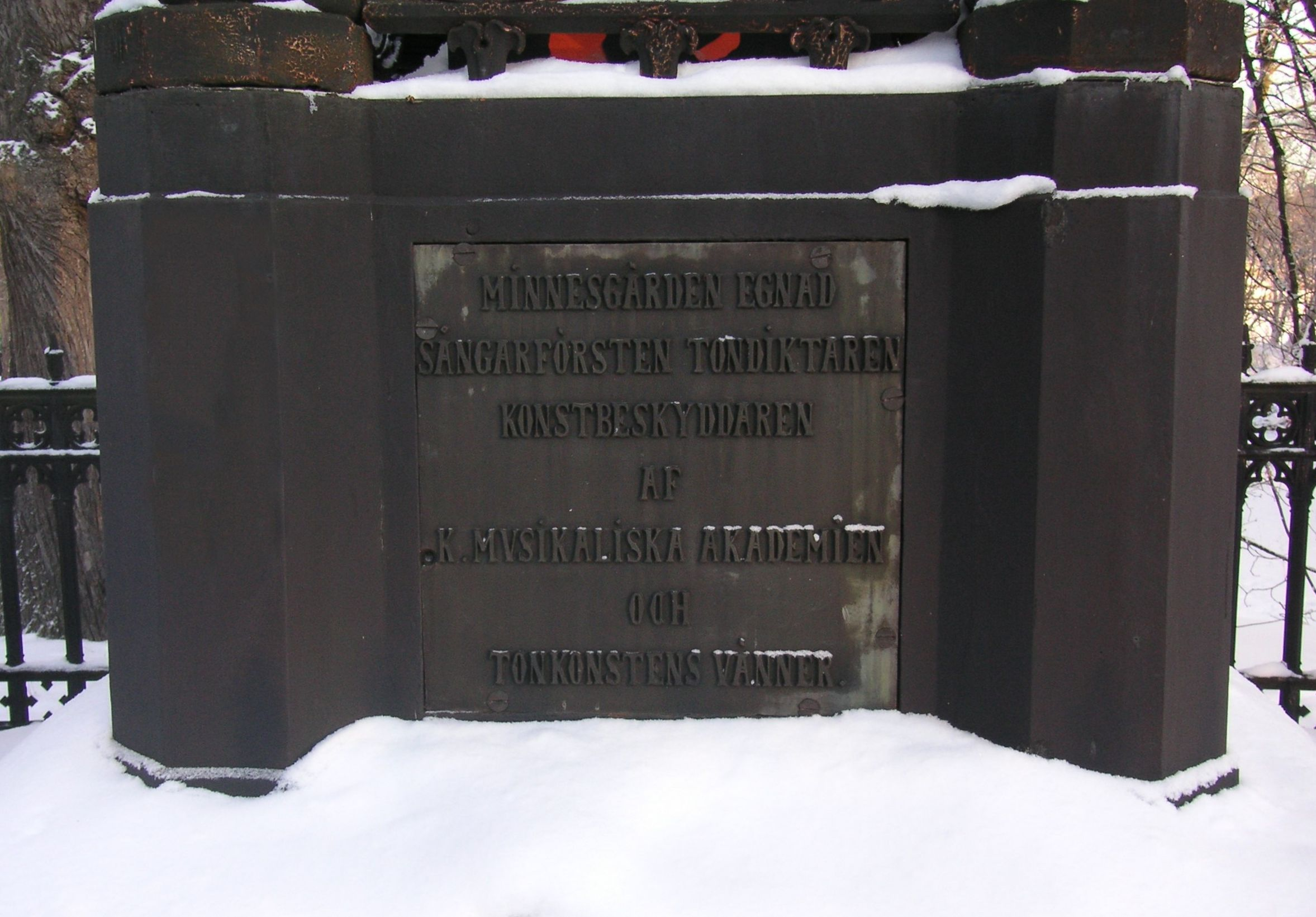
Sockeln med inskriptionen

Prins Gustafs monument är ett monument över prins Gustaf, sångarprinsen, som finns i Hagaparkens norra del, inte långt från Haga slott i Solna kommun. Monumentet restes 1854 på Kungliga Musikaliska akademiens initiativ. Gustaf hade dött 1852 bara 25 år gammal men hade hunnit tonsätta "Studentsången" och flera andra visor.
Monumentet består av en bronsbyst på stensockel utförd av skulptören Carl Eneas Sjöstrand (1828–1906) och över den en baldakin på fyra kolonner i nygotisk stil av gjutjärn. Alltsammans är inhägnat med ett räcke, även det i gjutjärn. Arkitekt för monumentet var Axel Nyström d.ä., men förmodligen hade även arkitekt Johan Fredrik Åbom framtagit flera skisser till det. Statyn förenar 1850-talets gjutjärnsteknik med dåtidens gotiksvärmeri. I sockeln finns en järntavla med inskriptionen:
| ” | MINNESGÄRDEN EGNAD SÅNGARFÖRSTEN TONDIKTAREN KONSTBESKYDDAREN AF K. MVSIKALISKA AKADEMIEN OCH TONKONSTENS VÄNNER | „ |

Genom en ny inhägnad som utfördes 2010 i samband med att Haga slott blev bostad för kronprinsessan Victoria och prins Daniel kom Prins Gustafs monument att hamna innanför avspärrningarna och blev därmed inte längre tillgängligt för allmänheten.